# Legong
 (mars 2021).
Si vous disposez d'ouvrages ou d'articles de référence ou si vous connaissez des sites web de qualité traitant du thème abordé ici, merci de compléter l'article en donnant les références utiles à sa vérifiabilité et en les liant à la section « Notes et références ».

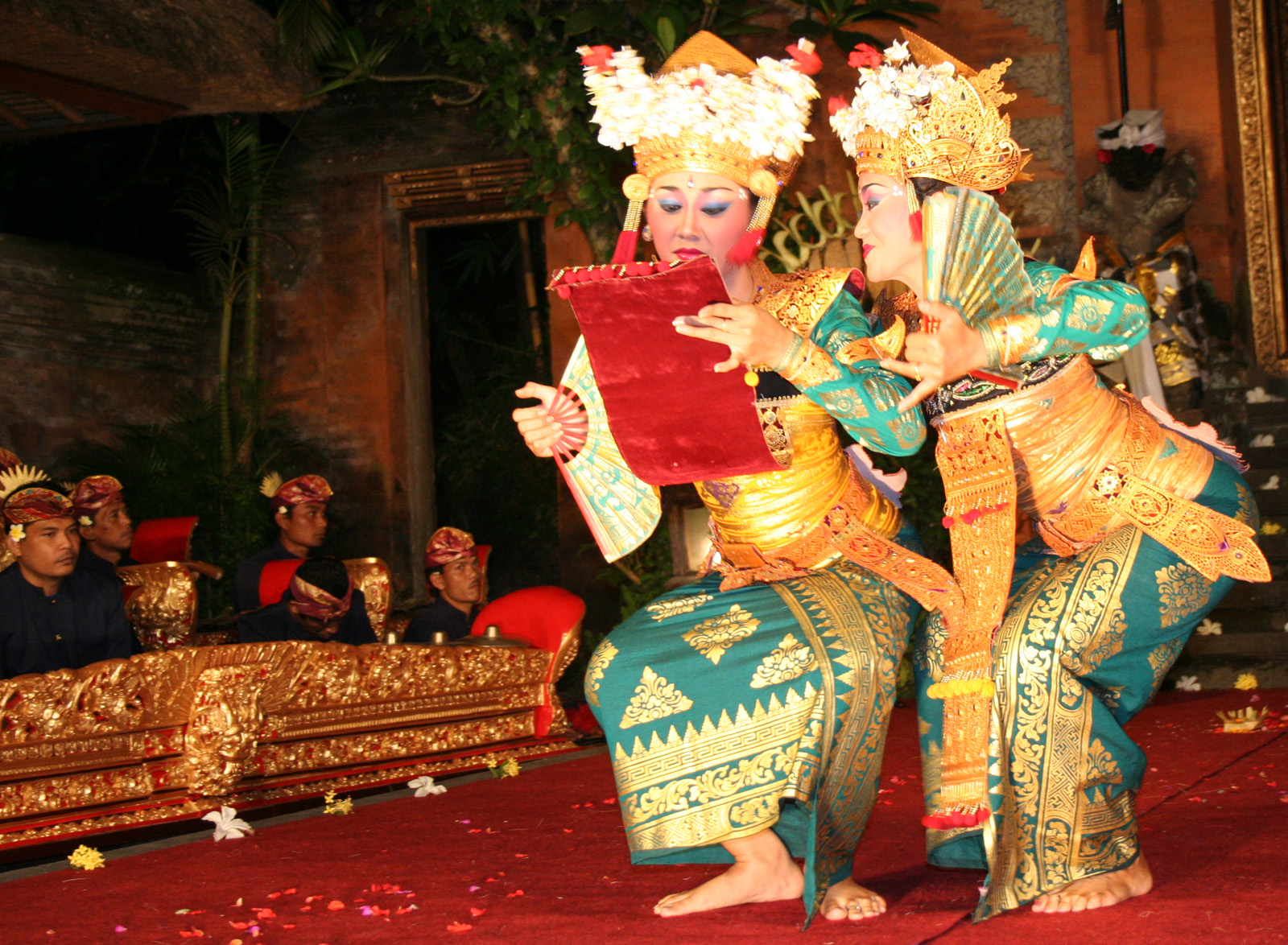
Représentation de legong kraton en 2008

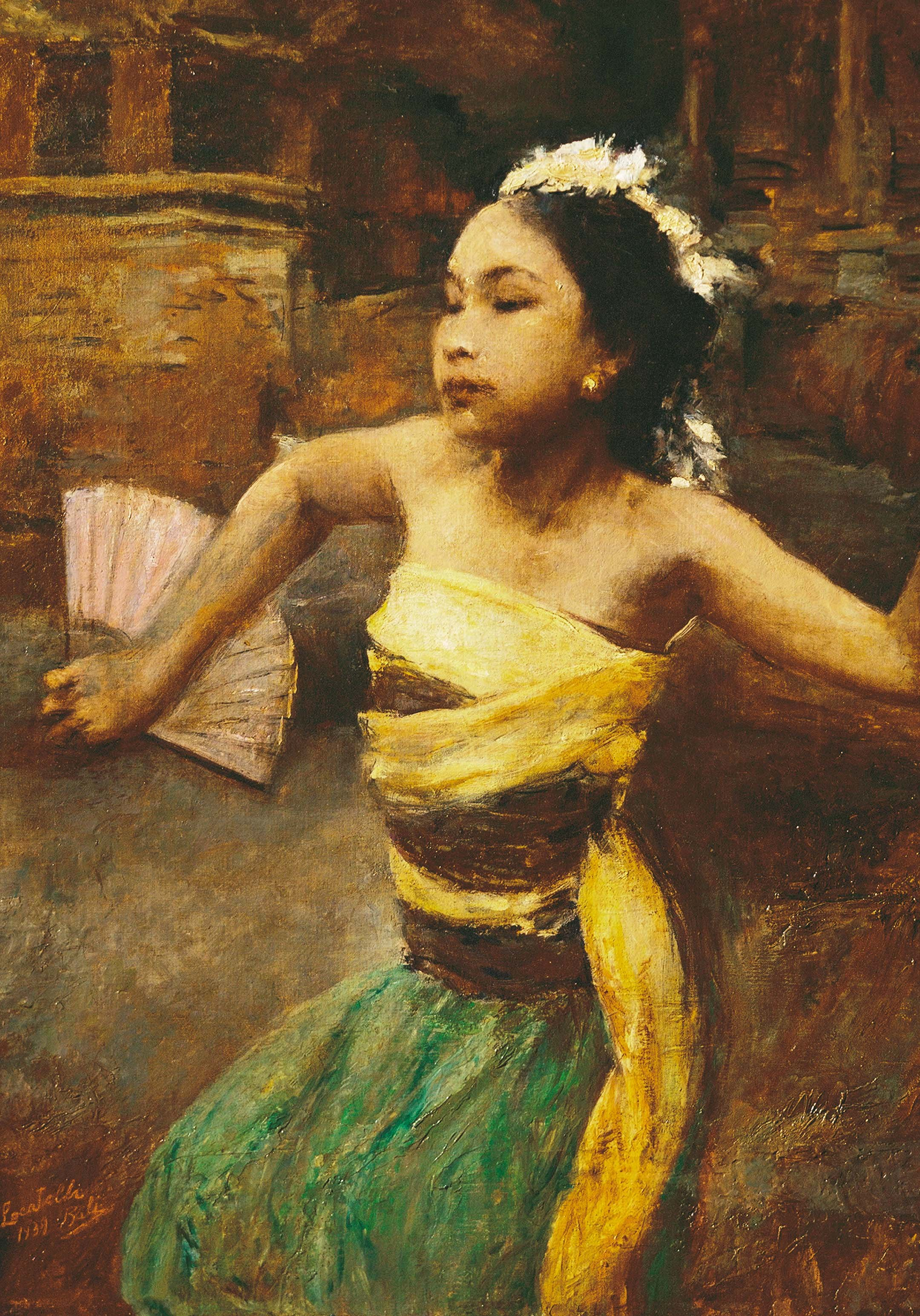
Peinture d'une danseuse de legong. Romualdo Locatelli (1939)

Le legong est un genre de danse balinais qui, selon la tradition, représente le ballet céleste de nymphes divines.

## Caractéristiques
Dans la danse classique balinaise, le legong est considéré comme exprimant la quintessence de la féminité et de la grâce. Les danseuses portent de luxueux costumes dorés et des coiffures garnies de fleurs, et manipulent parfois un éventail. Elles sont accompagnées d'une musique exécutée par un gamelan.
Le legong obéit à des règles très précises qui imposent des gestes précis et déterminent le mouvement du visage, la position des mains et des doigts.
Dès l'âge de 5 ans, les petites filles de Bali rêvent d'être choisies pour représenter leur desa (village) comme danseuses de legong. En général, elles arrêtent de le danser à l'âge de 14 ans.
Le plus connu des legong est le legong kraton ou legong de palais. On l'appelle ainsi parce qu'autrefois, il était exécuté dans les puri (palais) en présence des princes. Trois danseuses y participent : la condong, une suivante de la cour, et deux danseuses au costume identique représentant des personnes de rang royal.
L'argument est tiré d'un conte qui se déroule dans la Java du XIIe siècle. Le roi de Lasem rencontre une demoiselle Rangkesari qui s'est perdue dans la forêt. Il la ramène chez lui et l'enferme dans une demeure en pierre. Le frère de Rangkesari, le prince de Daha, apprend que sa sœur est en captivité et menace Lasem de guerre si elle n'est pas libérée. Rangkesari supplie son ravisseur de la libérer pour éviter la guerre. Mais le roi préfère se battre. En route pour la bataille, il rencontre un oiseau de mauvais augure qui lui prédit sa mort. Le roi est tué dans le combat qui s'ensuit.
Le spectacle s'ouvre avec la condong qui danse en solo, puis remet deux éventails aux legong jumelles qui dansent en miroir.

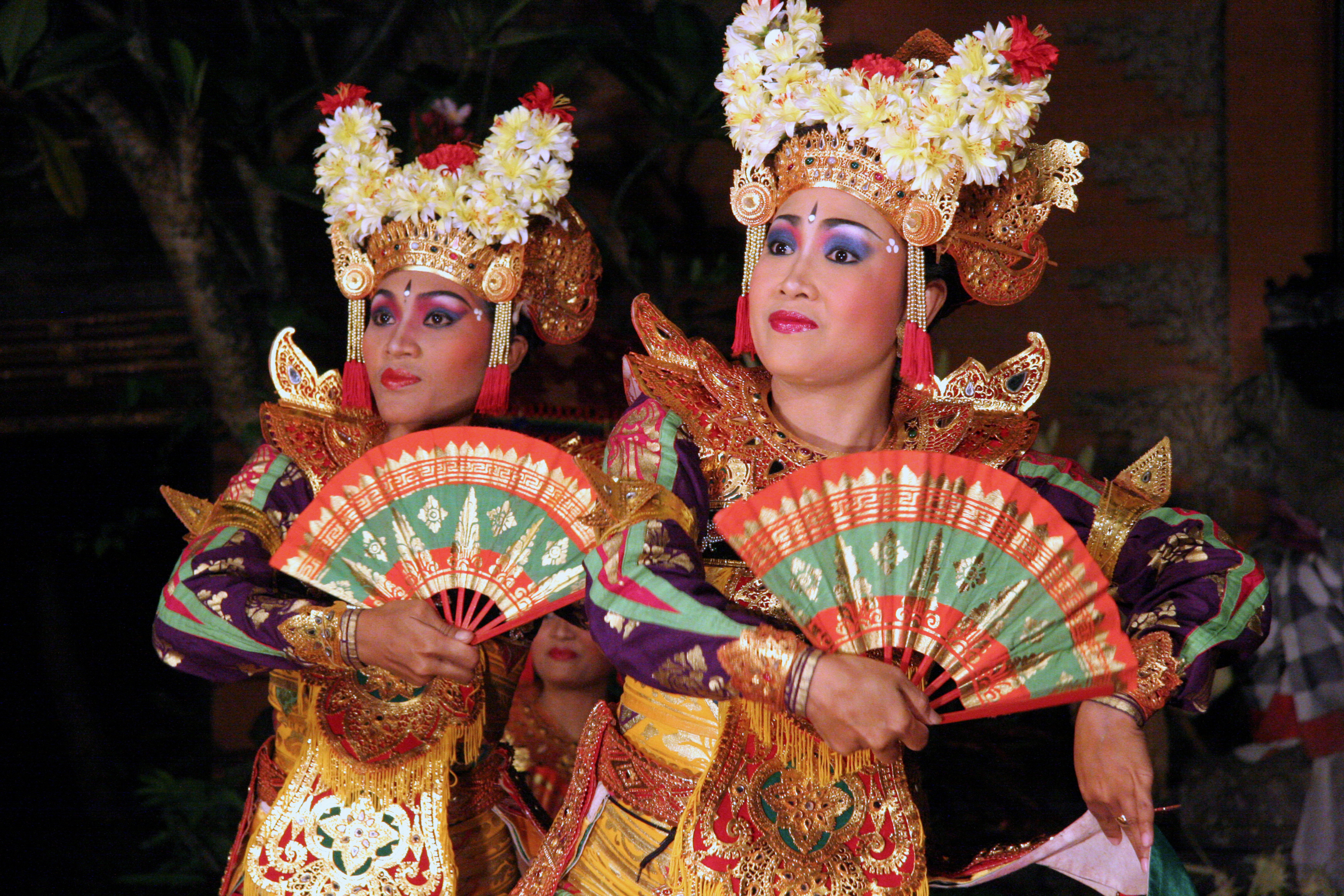
Danseuses de legong en 2007
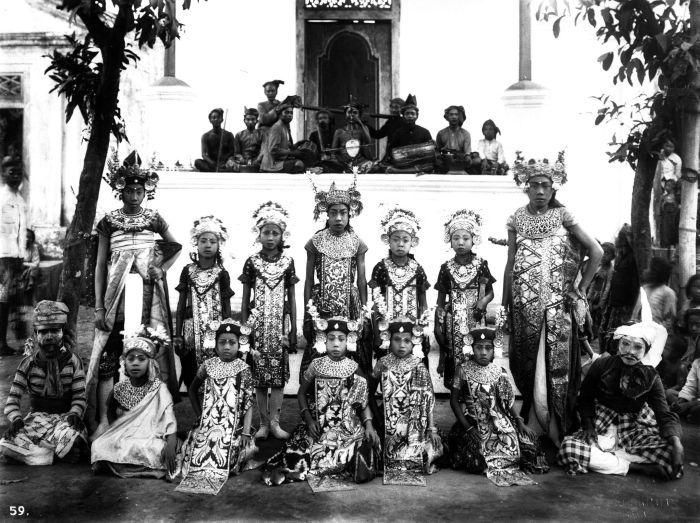
Jeunes danseuses au début du XXe siècle, collection du Tropenmuseum
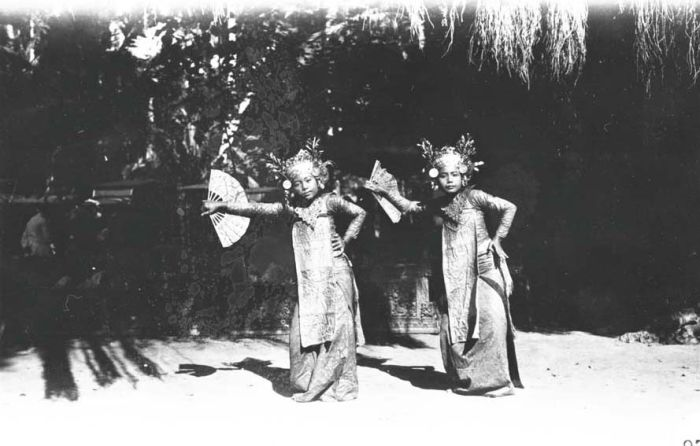
Jeunes danseuses de legong kraton au début du XXe siècle, collection du Tropenmuseum
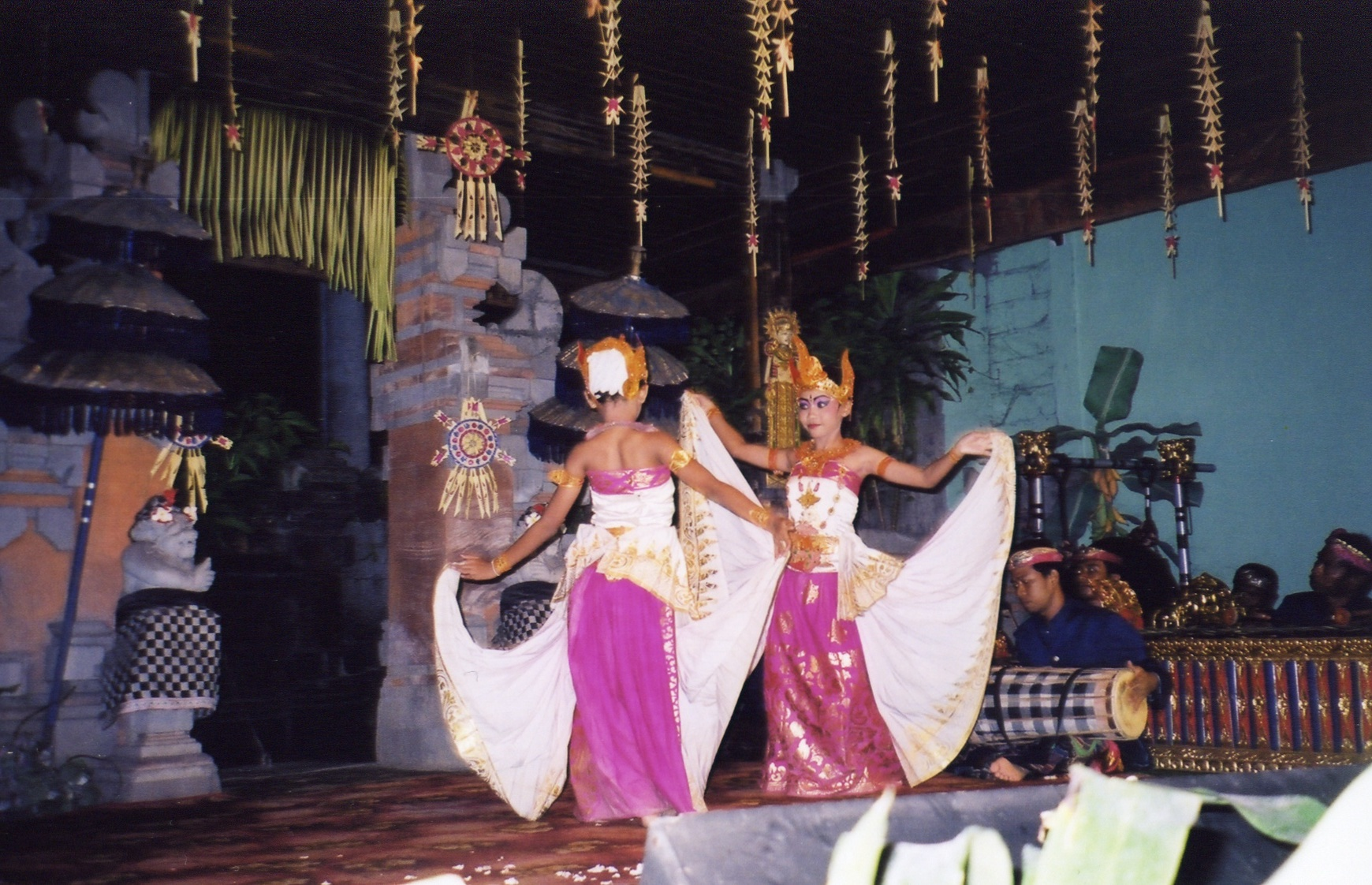
Spectacle à Ubud en 2005